# Undine
En undine er kvindelig elementarånd, der menes at leve i vand; også kaldet nikse eller vandnymfe. De er beskrevet i Paracelsus' alkymistiske værker.
Ifølge folketroen søger Undine at skaffe sig en sjæl ved at gifte sig med et menneske. 
Emnet er behandlet i kunsten blandt andet i Melusinesagnet. Albert Lortzing har skrevet en opera, Undine, Jean Anouilh et teaterstykke, Friedrich de la Motte Fouqué en novelle, E.T.A. Hoffmann en opera om emnet og H.C. Andersen et eventyr, Den lille Havfrue.